# Orašac (gmina miejska Obrenovac)
Orašac (cyr. Орашац) – wieś w Serbii, w mieście Belgrad, w gminie miejskiej Obrenovac. W 2011 roku liczyła 603 mieszkańców.